# Voivodat de la Petita Polònia
|  | No s'ha de confondre amb la regió històrica de Petita Polònia. |

La Petita Polònia (en polonès Małopolska) és un dels 16 voivodats que conformen Polònia segons la divisió administrativa del 1998. Les principals ciutats són:
- Cracòvia (745.400)
- Tarnów (121.500)
- Nowy Sącz (82.100)
- Oświęcim (44.400)
- Chrzanów (43.100)
- Nowy Targ (34.000)
- Gorlice (30.200)
- Zakopane (30.000)
- Bochnia (29.600)
- Skawina (24.100)
- Andrychów (23.100)
- Nowe Brzesko (2.500)